# Кінецьпіль (станція)
Кінецьпі́ль — проміжна залізнична станція Одеської дирекції Одеської залізниці на електрифікованій лінії Побережжя — Підгородна між станціями Кам'яний Міст (10 км) та Голта (11 км). Розташована поблизу села Кам'яний Міст Первомайського району Миколаївської області.

## Історія
Станція відкрита 1915 року під первинною назвою Ольвіополь, на вже існуючій залізниці Балта — Голта. Тоді існували три окремих населених пункти — Ольвіополь, Богопіль та Голта, але географічна близькість сприяла торгово-промисловій співпраці. З відкриттям руху поїздів залізницею Балта —Ольвіополь — Єлизаветград (1867—1868), пожвавився промисловий розвиток краю.
У 1990 році станція електрифікована змінним струмом (~25 кВ).

## Пасажирське сполучення
На станції Кінецьпіль зупиняються приміські поїзди сполученням Подільськ — Помічна.